# Acacia praetermissa
Acacia praetermissa là một loài thực vật có hoa trong họ Đậu. Loài này được Tindale miêu tả khoa học đầu tiên.